# Rob Stone
Rob Stone (Dallas, Texas; 22 de septiembre de 1962) es un actor y director estadounidense, más conocido por interpretar al adolescente Kevin Owens en el sitcom Mr. Belvedere (1985-1990). Más tarde se convirtió en un escritor y director de cine documental.

## Biografía
Stone es nativo de Dallas y es el hijo del Dr. Marvin y Jill Stone. Su padre era jefe de oncología del Centro Oncológico Sammons en la Universidad de Baylor Medical Center. Comenzó a actuar a la edad de 13 años, apareció por primera vez en el escenario en una producción de "Santa Fe Sunshine" en el Dallas Theater Center. En 1982 se trasladó a Los Ángeles para perseguir un grado de actuación de la Universidad de la escuela de teatro del sur de California. Además de su papel en Mr. Belvedere, también apareció en episodios de la serie de televisión estadounidense los Hechos de la vida, Cucharas de plata, 21 Jump Street y Matlock.

## Filmografía
- Época de cambios (1987)
- Jóvenes policías (1987)
- Juegos de terror (1988)
- Mr. Belvedere (1985- 1990)
- El abogado Matlock (1993)

## Campeonatos y logros
- World Wrestling Entertainment/WWE
  - WWE 24/7 Championship (1 vez)